# Stadion Alberto Picco
Stadion Alberto Picco, je fotbalový stadion v italském městě La Spezia, v regionu Ligurie. Slavnostní otevření bylo v roce 1919 a nese název po fotbalistovi Alberta Picca, který vstřelil první branku v klubové historii a který zahynul ve velké válce. Kapacita je pro 11 968 diváků.
První zápas se zde odehrál 7. prosince. Struktura tribun zůstala původní až do 19. února 1933 u příležitosti zápasu s Novarou. Největší rekonstrukce přišli v roce 2021, to bylo v době kdy se zde hrály zápasy nejvyšší ligy.